# Марамбио, Макс
Хоэль Макс Марамбио Родригес (исп. Joel Max Marambio Rodríguez; 3 декабря 1947, Санта-Крус) — чилийский и кубинский бизнесмен, социалистический политик и сотрудник аппарата безопасности, в 1970—1972 годах был начальником GAP — охраны президента Альенде. При правлении Народного единства боролся против ультраправого подполья. После военного переворота эмигрировал, развивал туристический бизнес на Кубе. Вернувшись в Чили, создал крупную предпринимательскую систему. Обвинялся на Кубе в коррупции, конфликт был вынесен на международный арбитраж.

## Обучение на Кубе
Родился в семье видного деятеля Социалистической партии. Хоэль Марамбио, отец Макса Марамбио, был депутатом парламента и алькальдом Санта-Круса. С детства Макс Марамбио жил в среде левой политики. Среди друзей семьи были Сальвадор Альенде и Фидель Кастро. В 1966 году отец и сын Марамбио побывали на Кубе в составе официальной делегации. Кастро предложил Марамбио-младшему остаться на учёбу. Марамбио согласился.
Предполагалось, что он будет учиться на агронома. Однако Макс Марамбио быстро вошёл в контакт с начальником кубинской разведки Мануэлем Пиньейро. Прошёл курс оперативно-боевой подготовки. Через кубинские спецслужбы установил связь с лидером Левого революционного движения (MIR) Мигелем Энрикесом. Вернувшись в Чили, Марамбио примкнул к MIR.

## Охранник Альенде в Чили
На президентских выборах 1970 года победу одержал Сальвадор Альенде. К власти пришёл левый блок Народное единство с участием Соцпартии, Компартии, МАПУ. MIR рекомендовало Марамбио в «Группу личных друзей» (GAP) — партийную охрану Сальвадора Альенде. Президент принял это предложение и назначил квалифицированного специалиста Марамбио начальником GAP.
В 1972 году отношения Альенде с MIR сильно осложнились (ультралевые вначале не верили в избрание Альенде, потом требовали от него более радикальной политики). Сохраняя баланс, Марамбио вышел из MIR и из GAP. Однако отставка была фиктивной: в качестве «независимого специалиста» Марамбио оставался руководителем президентской охраны и службы безопасности. Важным направлением его деятельности было подавление ультраправого диверсионно-террористического подполья. Операцией президентской секьюрити был арестован Роберто Тиеме — руководитель боевых групп Родины и свободы. Марамбио подверг Тиеме допросу жёсткой степени.
11 сентября 1973 года правительство Сальвадора Альенде было свергнуто правым военным переворотом генерала Аугусто Пиночета. Президент Альенде покончил с собой во дворце Ла-Монеда. Макс Марамбио участвовал в обороне кубинского посольства. Его, как и многих других, взял под защиту посол Швеции Харальд Эдельстам. Марамбио получил возможность вылететь в Стокгольм, оттуда перебрался на Кубу.

## Спецслужба и бизнес на Кубе
Давнее знакомство с Кастро обеспечило Марамбио особый статус. В звании подполковника он служил в спецназе МВД, участвовал в тайных операциях в Анголе и в Никарагуа. Кастро предоставил братьям Марамбио — Максу и Марселю — право частнопредпринимательской деятельности, в целом запрещённой на Кубе. Начали братья с ввоза гусиных яиц и замороженного фуа-гра из Венгрии и Франции. Этим были заложены основы будущего многомиллионного состояния. Основным же направлением стал туристический бизнес через компанию Cimex.
Официально ставилась цель «открыть Кубу миру», фактически — организовать приток валюты. Ближайшим кубинским партнёром Марамбио был полковник Тони де ла Гуардиа, впоследствии расстрелянный по обвинению в наркобизнесе вместе с генералом Арнальдо Очоа. Среди покровителей Cimex был президент Академии наук Кубы Антонио Нуньес Хименес.
Первоначально структура Марамбио обслуживала авиакомпанию Cubana — поставляла рекламные буклеты, брошюры для пассажиров, обмундирование для персонала. Затем Cimex получил право приобретения недвижимости в городах, куда совершались рейсы Cubana. Это позволило создать средства для инвестиций в недвижимость (Макс Марамбио и для себя лично приобрёл особняк в Испании). Марамбио сформировал сеть бизнес-агентуры в Испании, Венесуэле, Никарагуа, Панаме и даже в кубинской диаспоре США. В Майами связью Марамбио являлась бывшая секретарь Альенде Мирия Контрерас. Созданная Марамбио сеть туристических агентств заложила основы частного бизнеса на Кубе.

## Бизнес в Чили
В 1990 году в Чили восстановились конституционно-демократические порядки и гражданское правление. Макс Марамбио вернулся на родину в статусе частного предпринимателя. Несколько ранее, в 1988 году, когда скорые перемены были уже очевидны, он зарегистрировал в Чили на имя брата Марселя компанию El Grafo по производству графических материалов. Крупнейшим бизнес-партнёром Марамбио стал торговец оружием Карлос Кардоэн — ранее доверенный коммерсант генерала Пиночета. Политической связью стал левый социалист Марко Энрикес-Оминами — сын лидера MIR Мигеля Энрикеса, убитого в перестрелке с силовиками Пиночета.
Марамбио учредил компанию Río Zaza по производству упаковки для целлюлозы и соков. Эта структура стала первоосновой бизнес-системы Марамбио. Далее были созданы туристическая фирма Sol y Son, компания строительства и недвижимости Constructora Tinguiririca Limitada. Крупной сделкой стала продажа в 1992 за 4 миллиона долларов здания кубинского посольства в Сантьяго, которое Марамбио защищал и в котором скрывался в сентябре 1973. Далее Марамбио реализовал несколько крупных строительных проектов, специализировался на элитных пентхаусах. Экспортно-импортная компания POLE Ltd занялась торгово-посредническими операциями. Строительные компании Gran Mundo Desarrollos Inmobiliarios и Nazareno реализуют амбициозные проекты в США.
Другим направлением бизнеса Марамбио стало коммерческое продюсерство. В этом ему помогло знакомство с Габриэлем Гарсиа Маркесом, устроенное с помощью Кастро. Ещё в 1988 году Макс и Марсель Марамбио учредили кинокомпанию International Network Group (ING) с головным офисом в Мадриде. Компания поставила несколько фильмов по произведениям Гарсиа Маркеса. Этот бизнес не стал особенно прибыльным, но известен как хобби Марамбио. Протежирование оказывал Фондом латиноамериканского кино, президентом которого являлся Гарсиа Маркес. В то же время группа ING превратилась в многопрофильный холдинг, объединяющий три десятка компаний в Чили, Испании, на Кубе, в Мексике и Эквадоре.

## Конфликт с Кубой
Отношения Макса Марамбио с властями Кубы ухудшились с конца 2000-х, когда Фидель Кастро оставил государственные должности. В 2010 году на Кубе разразился коррупционный скандал. Был отправлен в отставку президент государственного Института гражданской авиации генерал Рохелио Асеведо Гонсалес. Официально этого не объявлялось, но предположительно генерал обвинялся в крупных хищениях. Его жена Офелия занимала должности в компаниях Макса Марамбио.
В отношении Марамбио выдвигались обвинения во взяточничестве, хищениях, валютных махинациях. Макс Марамбио вынужден был закрыть свои предприятия на Кубе. Это привело к убыткам. Марамбио подал иск в Международную торговую палату и выиграл процесс в Международном арбитражном суде. Суд обязал кубинское государство выплатить Марамбио около 18 миллионов долларов. Кубинская сторона подала апелляцию и добилась отмены решения.
Комментаторы расценили ситуацию как следствие конфликта между братьями Кастро. Рауль Кастро был недоволен преференциями Марамбио, полученными от Фиделя. Кастро-младший считал действия Марамбио невыгодными для Кубы. На президентских выборах 2009—2010 годов в Чили Марамбио поддерживал кандидатуру Энрикеса-Оминами, не имевшего шансов на избрание. Это способствовало дроблению лево-центристского электората, поражению лояльного к Кубе Эдуардо Фрея Руис-Тагле и победе антикубински настроенного правого лидера Себастьяна Пиньеры.

## Семья и личность
Макс Марамбио был женат на шведской левой активистке, но быстро развёлся с ней. Его семейные связи скреплены бизнес-партнёрством. Руководящие посты в компаниях Марамбио занимает младший брат Марсель. Положение Марселя Марамбио при Максе сравниваются с положением Рауля Кастро при Фиделе, когда старший был первым лицом партии и государства. Длительное время в бизнесе Марамбио участвовала и мать — Эудомира Родригес Валенсуэла.
Увлечения Макса Марамбио — кино и автомобили. В его характере отмечаются такие доминирующие черты, как энергичность, деловая хватка, креативная способность к быстрому манёвру, отсутствие догматизма и стереотипности. На публичных мероприятиях он дружелюбно общается с Роберто Тиеме, которого в своё время арестовывал и допрашивал с избиением (за минувшие десятилетия социалист Марамбио стал буржуазным предпринимателем-миллионером, а неофашист Тиеме многое воспринял в леворадикальных идеях).
Свою автобиографию Макс Марамбио изложил в книге Las armas de ayer — Оружие вчерашнего дня.